# ヘルスフードカウンセラー検定
ヘルスフードカウンセラー検定（ヘルスフードカウンセラーけんてい）は、一般社団法人日本ヘルシーフード協会が実施する「食や健康に関する正しい知識」を学ぶ検定試験。略称は「HFC」「HFC検定」など。

## 検定の概要
受験級は1級から3級および4級である。1～3級の試験は原則年に2回（2021年度は3回）実施されるほか、4級はオンラインで通年受験できる。各級の違いはレベル別ではなく、扱う分野によるものであり、どの級からでも受験することができる。1級から3級の各級に合格し、一般社団法人日本ヘルシーフード協会への入会手続きを行うと「ヘルスフードカウンセラー」として認定カードおよび認定バッヂが付与される。

### 1級「カウンセリング知識」
アンチエイジングやスポーツ栄養学、生活習慣病予防に対する栄養食事療法、食のカウンセリングに必要な知識を学ぶ。45分間50問。

### 2級「予防医学知識」
予防医学の実践に必要な食の知識、三大栄養素の調理学、バランスのよい献立の立て方などを学ぶ。45分間50問。

### 3級「栄養基礎知識」
食品衛生・食中毒に関する知識やライフステージ別栄養学、カラダの不調を予防・改善するために必要な知識などを学ぶ。45分間50問。

### 4級「日常生活知識」
日常生活で知っておきたい栄養学や調理学の基礎知識、食材の選び方や保存方法など、食に関する基本的な知識を学ぶ。オンラインで通年いつでも申し込みと受験が可能。希望者に合格証が発行されるが、認定カード、認定バッヂの申し込み資格は3級以上の合格に限られる。45分間50問。

## 実施方法

### 1 - 3級
通常年2回（2021年度は3回）、オンラインで開催。検定実施期間に所定のID・パスワードで専用学習サイトにログイン後、任意の日程で1回限り受験できる。

### 4級
通年申し込みが可能。オンライン開催。所定のID・パスワードで専用学習サイトにログイン後、合格点に達するまで何度でも受験できる。